# Arrondissement de Port-de-Paix
L’Arrondissement de Port-de-Paix est un arrondissement d'Haïti, subdivision du département du Nord-Ouest. Il a été créé autour de la ville de Port-de-Paix qui est aujourd'hui son chef-lieu. Il était peuplé par 517 347 habitants (estimation 2022).
L'arrondissement regroupe cinq communes :
- Port-de-Paix
- Bassin-Bleu
- Chansolme
- La Tortue
- La Pointe des Palmistes